# Bathynomus doederleinii
Bathynomus doederleinii là một loài chân đều trong họ Cirolanidae. Loài này được Ortmann miêu tả khoa học năm 1894.

## Hình ảnh

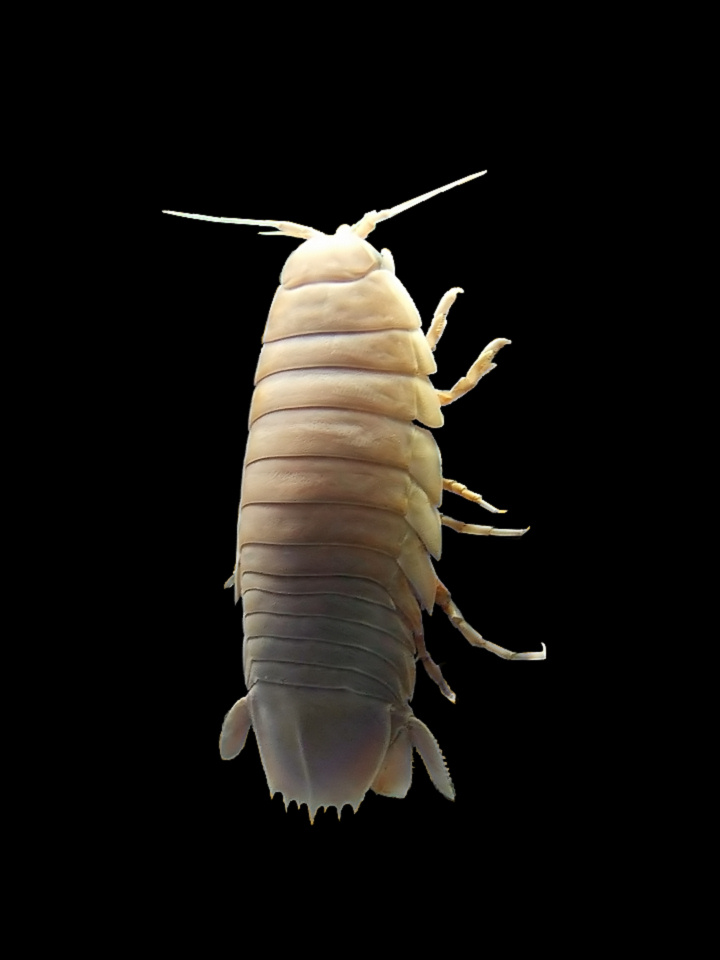